# Estació de Shin-Itabashi
L'estació de Shin-Itabashi (新板橋駅, Shin-Itabashi eki) és una estació de ferrocarril metropolità a la línia Mita, operada pel Metro Públic de Tòquio (TOEI) i localitzada al districte especial d'Itabashi, a Tòquio, Japó. El nom de l'estació es pot traduir al català com a "Nou Itabashi" per tal de diferenciar-la de l'estació d'Itabashi, la qual es troba molt a prop.
La línia Mita de la TOEI serveix aquesta estació, la qual té com a codi identificador l'I-17 i el color blau fosc. Localitzada entre les estacions de Nishi-Sugamo i Itabashi Kuyakusho mae, es troba al quilòmetre 17 de la línia Mita des del seu començament a l'estació de Meguro.
L'estació de Shin-Itabashi fou inaugurada el 27 de desembre de 1968. L'arquitectura de l'estació, subterrània, consisteix en una plataforma central única amb dues andanes, una a cada banda respectivament. Molt a prop de l'estació es troben l'estació d'Itabashi (amb la qual hi ha transbordament), propietat de la Companyia de Ferrocarrils del Japó Oriental (JR East), a 5 minuts de distància i l'estació de Shimo-Itabashi, propietat dels Ferrocarrils Tōbu i a 7 minuts de distància.

## Línies
| Metro Públic de Tòquio      |                     |
| Itabashikuyakushomae (I-18) |                     |
| Línia Mita                  | Nishi-Sugamo (I-16) |

## Galeria

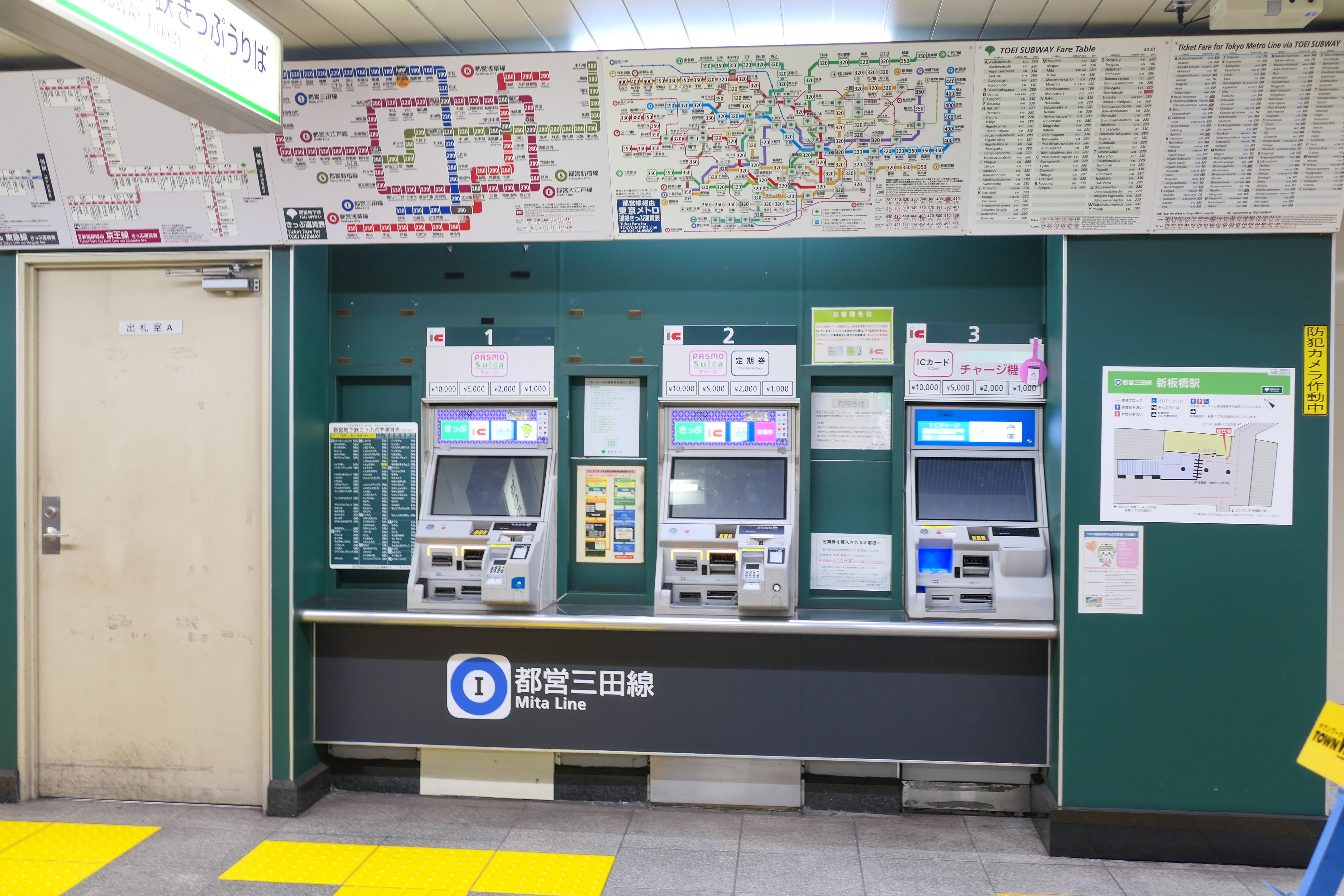
Venda de bitllets
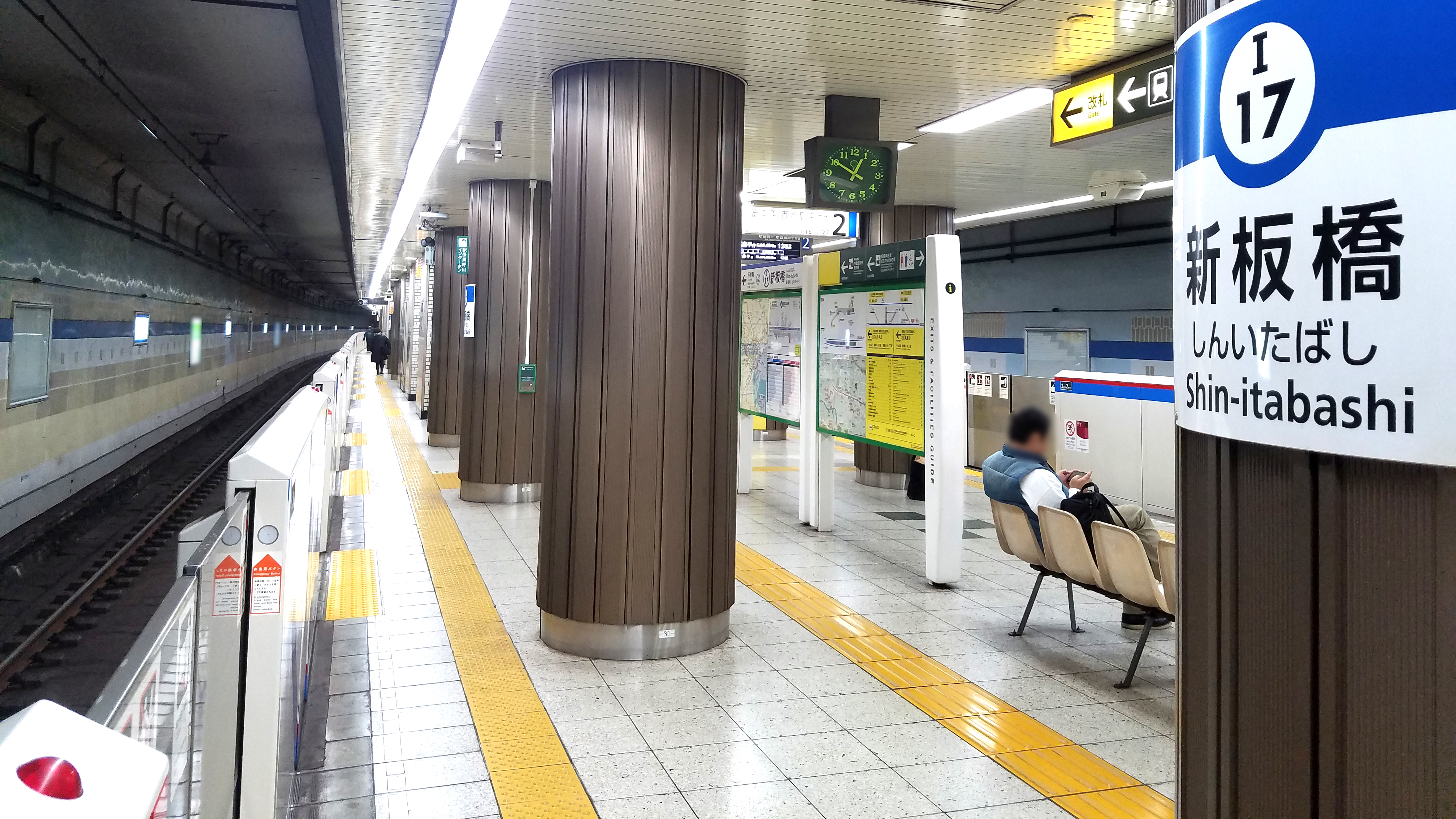
Andanes (2019)
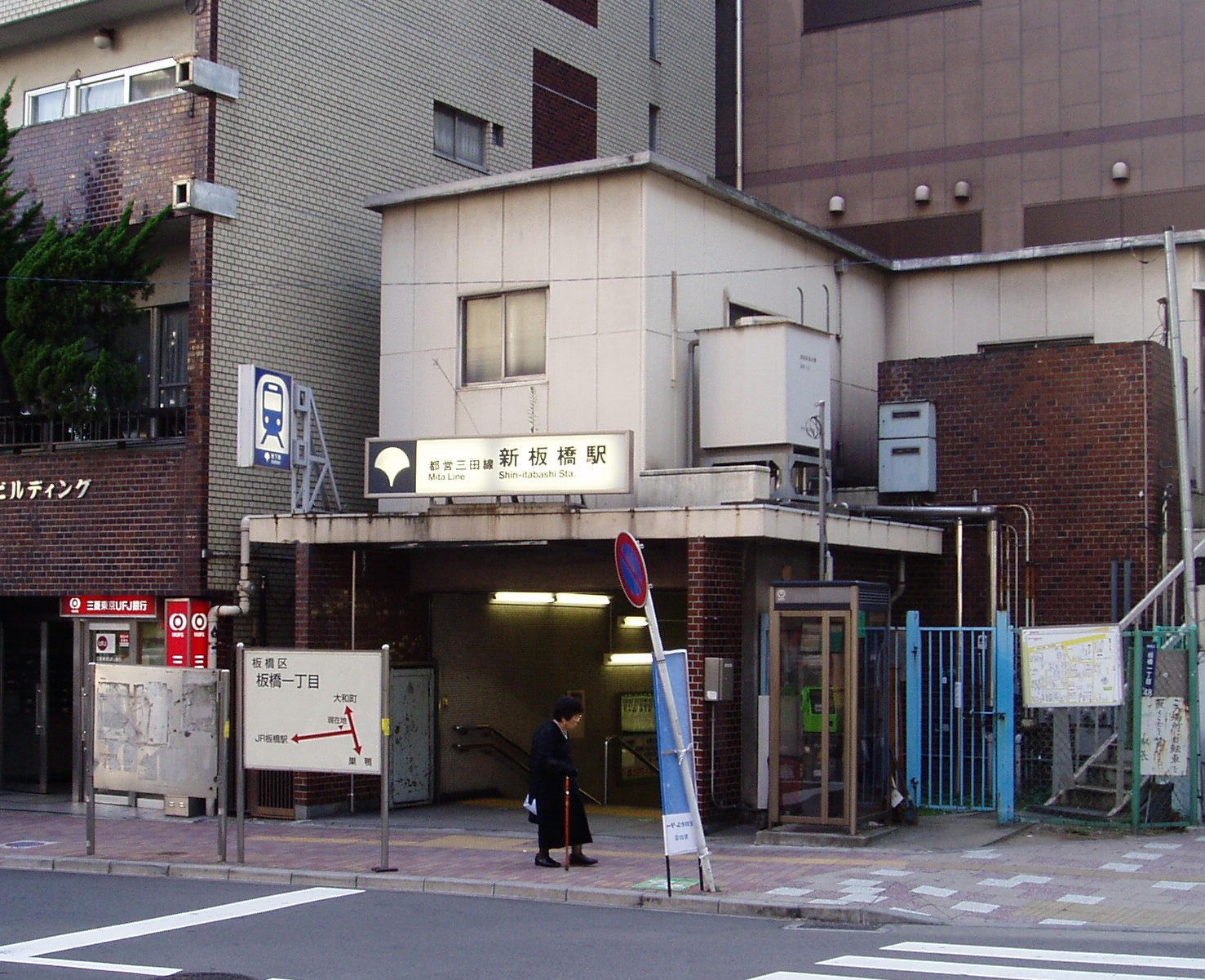
Eixida A3 (2007)